# Klaus Schlenkrich
Klaus Schlenkrich (* 26. April 1939 in Leipzig) ist ein ehemaliger Wasserballspieler aus der DDR. Er war Europameisterschaftszweiter 1966.

## Sportliche Karriere
Klaus Schlenkrich begann bei der BSG Einheit Leipzig-Ost und spielte dann für den SC Rotation Leipzig und dann für dessen Nachfolgeklub den SC Leipzig. 1959 und 1960 mit SC Rotation und 1963 mit dem SC war Schlenkrich Zweiter der DDR-Meisterschaften hinter der SG Dynamo Magdeburg. Ab 1959 war Schlenkrich Mitglied der Wasserballnationalmannschaft der DDR, für die er insgesamt 198 Länderspiele bestritt.
Bei der Europameisterschaft 1962 in Leipzig zog die DDR-Mannschaft mit einem Sieg über Italien, einem Unentschieden gegen Rumänien und einer Niederlage gegen die Ungarn in die Runde der letzten vier Mannschaften ein. Dort unterlag die DDR-Mannschaft den Jugoslawen und spielte Unentschieden gegen die Auswahl aus der Sowjetunion. Hinter den Mannschaften Ungarns, Jugoslawiens und der Sowjetunion belegte die Mannschaft aus der DDR den vierten Platz.
1964 bezwang die Nationalmannschaft der DDR die Nationalmannschaft der Bundesrepublik Deutschland in den beiden Qualifikationsspielen für die gesamtdeutsche Mannschaft durch ein 3:1 in Magdeburg und ein 1:1 in Wuppertal. Bei den Olympischen Spielen 1964 in Tokio belegte die Mannschaft aus der DDR in der Vorrunde den zweiten Platz hinter der Mannschaft aus der Sowjetunion. Nach zwei Niederlagen in der Zwischenrunde und zwei Siegen in den Platzierungsspielen belegte die Mannschaft aus der DDR den sechsten Platz. Schlenkrich war in allen sechs Spielen dabei und erzielte insgesamt drei Treffer.
Zwei Jahre später bei der Europameisterschaft 1966 in Utrecht gewann die Auswahl aus der DDR ihre Vorrundengruppe und ihre Zwischenrundengruppe jeweils vor den Jugoslawen. In der Finalrunde siegte die Mannschaft mit 2:1 über Italien, wobei Schlenkrich den Siegtreffer warf. Das letzte Spiel gewann die Mannschaft aus der Sowjetunion mit 1:0 gegen die DDR-Auswahl. Damit war die sowjetische Mannschaft Europameister vor der DDR-Auswahl und den Jugoslawen.
Bei den Olympischen Spielen 1968 in Mexiko-Stadt war die Wasserballnationalmannschaft Teil der Olympiamannschaft aus der DDR. In der Vorrunde war die Mannschaft mit fünf Siegen bei einem Unentschieden und einer Niederlage punktgleich mit den Jugoslawen, die aber wegen der besseren Tordifferenz in die Finalrunde einzogen. Nach den Platzierungsspielen lag die Mannschaft aus der DDR wie vier Jahre zuvor auf dem sechsten Platz. Schlenkrich war in allen Spielen dabei und warf insgesamt acht Tore.
1968 stellte die DDR die staatliche Förderung für den Wasserballsport ein, es gab danach nur noch reinen Amateursport.
Der gelernte Werkzeugmacher studierte an der DHfK und arbeitete dann als Sportlehrer. Nach einem Achillessehnenabriss wurde Schlenkrich 1991 berufsunfähig.